# Кольница (Подляское воеводство)

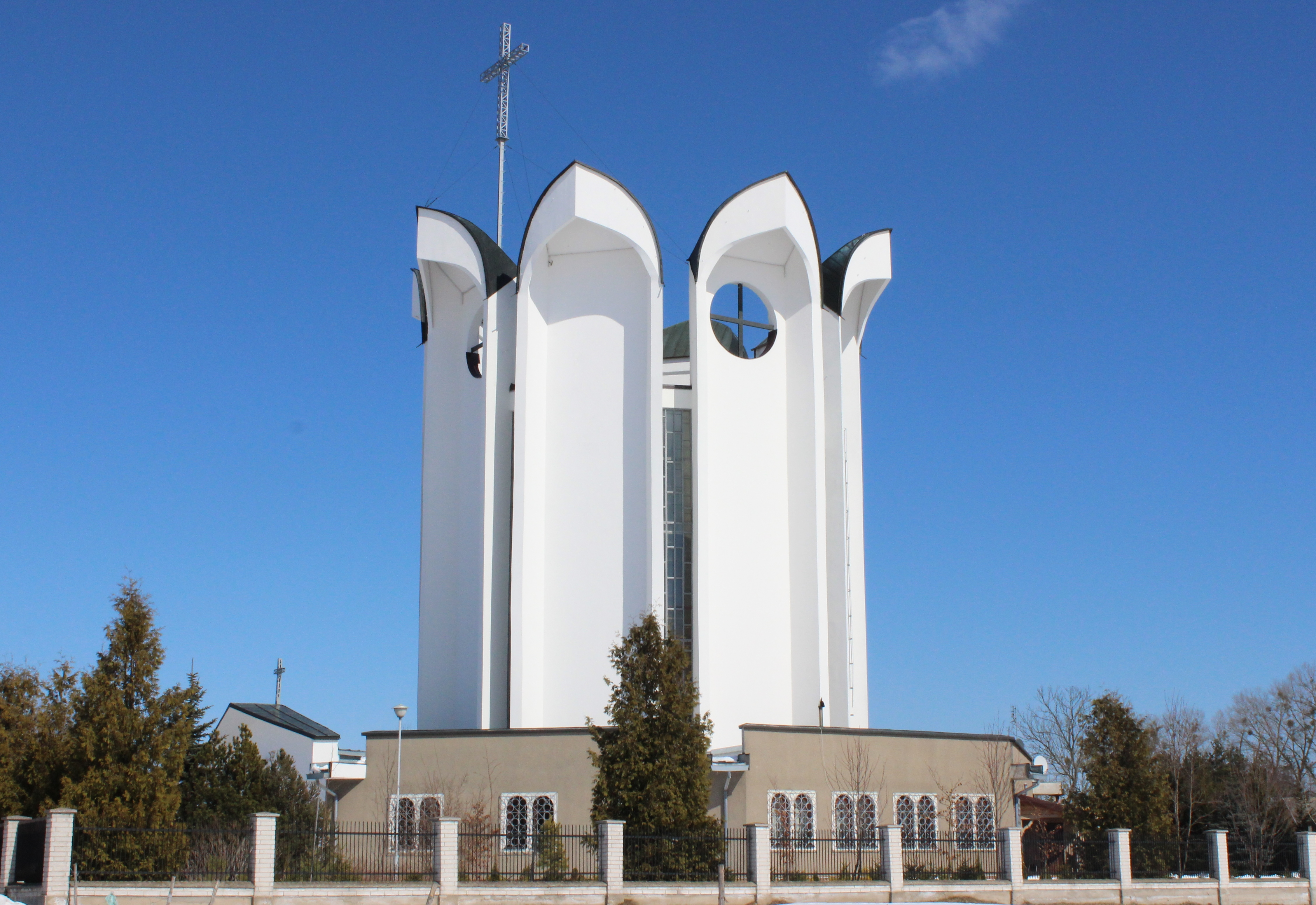
Костёл

Кольница (пол. Kolnica) — деревня в Августовском повете Подляского воеводства Польши. Входит в состав гмины Августув. Находится примерно в 8 км к юго-востоку от города Августов. По данным переписи 2011 года, в деревне проживало 439 человек.
В 1919—1954 годах являлась административным центром гмины Кольница. Есть костёл и начальная школа.